# Ricreazione: Stiamo crescendo
Ricreazione: Stiamo crescendo (Recess: All Growed Down) è un film d'animazione direct-to-video del 2003, basato sulla serie televisiva Ricreazione. È stato prodotto e distribuito da Disney Television Animation.
È il terzo film di una trilogia che comprende Ricreazione: Natale sulla terza strada e Ricreazione: Un nuovo inizio. 

## Doppiaggio
| Personaggio         | Doppiatore originale  | Doppiatore italiano |
| ------------------- | --------------------- | ------------------- |
| Vince LaSalle       | Rickey D'Shon Collins | Monica Ward         |
| Mikey Blumberg      | Jason Davis           | Alessia Amendola    |
| Gretchen Grundler   | Ashley Johnson        | Gilberta Crispino   |
| Gus Patton Griswald | Courtland Mead        | Marinella Montanari |
| Ashley Spinelli     | Pamela Segall         | Domitilla D'Amico   |
| Miss Grotke         | Allyce Beasley        |                     |
| Randall             | Ryan O'Donohue        | Simone Crisari      |
| Preside Prickly     | Dabney Coleman        | Vittorio Battarra   |
| Signorina Finster   | April Winchell        | Paola Tedesco       |